# Double Island (Neuseeland)
Double Island (Maori Moturehu) ist die viertgrößte Insel der Inselgruppe der Mercury Islands, die mit ihren sieben Inseln zu Neuseeland gehört.

## Geographie
Die Inselgruppe, zu der die Insel gehört, befindet sich nordöstlich der Coromandel Peninsula im Norden der Nordinsel von Neuseeland. Innerhalb der Inselgruppe stellt sie mit 0,27 km² (19 ha und 8 ha) die viertgrößte Insel dar und befindet sich zwischen Stanley Island (Kawhitu) im Südwesten und Red Mercury Island (Whakau) im Osten. Bis zur Hauptinsel Great Mercury Island (Ahuahu) im Westen sind rund 5,8 km Seestrecke zu überwinden und Red Mercury Island liegt nur einen Kilometer entfernt.
Double Island besteht aus zwei Inseln, die lediglich durch einen rund 150 m langen und knapp 30 m breiten Sandstreifen verbunden sind. Als eine Insel betrachtet erstreckt sie sich über 1,3 km in West-Ost-Richtung und misst an der breitesten Stelle des westlichen Teils der Doppelinsel knapp 500 m. Die höchste Erhebung befindet sich mit 102 m recht zentral in der Mitte des westlichen Teils der Doppelinsel.
Rund 300 Meter westlich liegt noch eine kleine 160 m lange und bis zu 70 m breite, mit spärlicher Vegetation bewachsene namenlose Insel.
Administrativ zählt Double Island mit der Inselgruppe zu der Region Waikato.

## Geologie
Double Island ist wie die gesamte Inselgruppe vulkanischen Ursprungs.

## Besitzverhältnisse
Die Insel befindet sich staatlicher Hand, war ursprünglich Teil des Hauraki Gulf Maritime Parks und ist heute Teil des im Jahr 2000 neu gegründeten Hauraki Gulf Marine Park.

## Flora und Fauna
Die einzigen auf der Insel vorkommenden Säugetiere waren bis 1989 die Pazifische Ratte, die seinerzeit mit Giftköder ausgerottet wurde. Seit dieser Zeit ist die Doppelinsel frei von invasiven Schädlingen. Beide Teile der Insel sind bewaldet.